# Йёрн
Йёрн (дат. Jørn) — мужское имя, встречающееся в Дании и Норвегии. Это краткая форма имени Йёрген (Jørgen), которое в свою очередь является датской и норвежской формой греческого имени Γεώργιος (Geôrgios), означающего земледелец (название состоит из гео, «земля» и эрго, «работать»). Имя было популярным для норвежских мальчиков, родившихся в 1960-х годах.
Некоторые персоналии по имени Йёрн:
- Слот, Йёрн (род. 1944) — датский шахматист
- Хурум, Йёрн (род. 1967) — норвежский палеонтолог
- Утзон, Йёрн (1918—2008) — датский архитектор